# Langbue
En langbue er en lang kraftfuld bue, et simpelt våben, typisk lavet af takstræ, ca. 180 cm lang og med et D-formet tværsnit.
Langbuen er især berømt på grund af de engelske yeomen, der brugte dem på slagmarken ved Crécy (1346) og Agincourt (1415) under hundredårskrigen mod Frankrig.
I middelalderen sagde man typisk, at en professionel langbueskytte skulle være i stand til at affyre 12-14 pile i minuttet, og nogle kunne skyde endnu hurtigere.
En kraftig langbue kan skyde op til ca. 400 meter, men har ikke den store effekt på tungt pansret kavaleri klædt i f.eks. pladejakker, pladerustninger, hjelme og skjolde.
Til gengæld gik engelske yeomen-bueskytter efter det tunge kavaleris heste. Grunden til dette er, at en pil fra en langbue hurtigt mister sit momentum. Det var derfor næsten umuligt for en langbueskytte direkte at gennembryde panser, med mindre han var indenfor en rækkevidde af 20 meter. Den enkelte bueskytte var af denne grund som regel beskyttet af en spydbærer som sidemand.
Styrken af langbuer varierer meget, men de kraftigste, der er fundet, var op imod 180 pund (omkring 80 kg). Så kraftige buer må dog forventes at høre til blandt sjældenhederne. På en mere normal langbue kræver det en trækkraft på omkring 500 newton (50 kg) at spænde en langbue. Men der findes også langbuer, der kræver langt mindre trækkraft. Arkæologiske fund af bueskytter viser små forandringer på arm- og skulderknoglerne på grund af den langvarige træning.

## Historie

### Stenalder
Verdens ældste langbuer er fundet i Holmegårds mose på Sjælland i 1944. De er ca. 9000 år gamle. To af dem var næsten komplette elmetræsbuer. Til buerne har man brugt pile med spidser af flintesten, og de knoglefund, man har fra jægerstenalderen, viser, at våbnet har været effektivt til jagt.

### Middelalder
Ordet "langbue" blev opfundet omkring år 1500, og refererer til den engelske langbue, til at skelne mellem en bue i ét stykke træ fra en kortere kompositbue. I middelalderens Storbritannien blev langbuen også kaldt for en håndbue (eng: hand bow) til forskel fra armbrøsten (eng: crossbow)
I middelalderen var englænderne og waliserne berømte for deres meget kraftige engelske langbuer, der blev brugt med stor succes under Rosekrigene og mod franskmændene i Hundredeårskrigen (med særlig stor betydning ved Crécy i 1346, Poiters i 1356 og Agincourt i 1415.
Den første bog om bueskydning på engelsk var Toxophilus af Roger Ascham, der blev udgivet i London i 1545, dedikeret til Henrik VIII
Gennemsnitslængden på pileskafter fundet på det engelske krigsskib Mary Rose, der sank i 1545, er 75 cm.

#### Lovgivning i middelalderens England
Langbuen var starten på en helt ny måde at føre krig for England og kongen kunne godt se det smarte ved langbuen og opførte derfor en masse love omkring langbuens og den træning. I år 1275 kom den første lov, som sagde at:
”Alle raske mænd under en vis rang, skulle på helligdage øve bueskydning fra de var 7 år gamle, og købmænd der importerede varer fra udlandet hvor der var godt buetræ skulle tage buestave med hjem”
Denne lov var starten på et land af bueskytter og starten på en fremtid med mange krige vundet. I 1341 kom den næste buebefaling af Edward d.3. som sagde at alle sheriffer skulle skaffe 500 buer og 500 bundter pile til krigen i mod Frankrig, dette var mange buer og pile som skulle samles, men det gav en stor fordel i krigen.
En af de sidste love kom i år 1369 som sagde at:
” På helligdage skulle alle sunde personer i London øve sig med bueskydning og have det som fritidsinteresse, og hvis man spillede fodbold eller håndbold eller spillede med sten blev man fængslet. ”
Dette gjorde at langt de fleste personer som havde adgang til en bue, blev gode til bueskydning.

### 2. verdenskrig
Under 2. verdenskrig brugte oberstløjtnant Jack Churchill DSO, MC og BAR et skotsk langsværd kaldet en "claymore" og en langbue. Han er den eneste kendte brite, der dræbte en fjende med langbue under 2. verdenskrig.

### Nutid
Selvom skydevåben supplerede buer i krig, forblev både træ- og glasfiberlangbuer i brug af bueskytter og stammesamfund til jagt og rekreative formål. En langbue har praktiske fordele frem for en moderne recurve- eller compoundbue; den er oftest lettere, hurtigere at gøre klar og skyder mere stille. Men alt andet lige, vil den moderne bue skyde pilen hurtigere og mere præcist end langbuen.

## Langbuens effektivitet
Langbuen er et meget effektivt våben, og langbuens effektivitet og udnyttelse er blevet vist igennem middelalderen i England i krigene imod Frankrig (100 års krigen). Langbuen er en stor bue, det medfører at den kraft langbuen kræver for at trække buestrengen helt tilbage er meget stor, og derfor kan der tilsvarende frigøres en meget stor mængde energi. Der skulle dog også mange kræfter til at trække den tilbage. Fordi langbuen var så kraftig kunne den skyde både langt - omtrent 400 meter - og hårdt. Når fjenden kom ind på klods hold, som var 20 meter, kunne langbuen affyre pilen med så stor en kraft, at den gik tværs igennem ofret. Rustning, brynje, skjold og hjelm forhindrede ikke pilen i at gennembore en person, den gik lige igennem.

## Materialer
Takstræ er særdeles velegnet til langbuer. Årsagen er de to dele i træet. Splintveddet (den yderst del af træet) er godt til at strække sig, mens kernetræet er stærkt og kan komprimeres uden at tage form. Særligt iberisk og Italiensk taks regnes for godt buetræ, idet vækstbetingelserne i Sydeuropa gør at træet vokser langsomt, hvilket giver en stærk bue. Den store efterspørgsel efter takstræ til langbuer i middelalderen medførte, at taks mere eller mindre blev udryddet i Europa.
En lang række andre træsorter kan bruges. Særligt ask, elm og hickory er egnede. Hassel, bøg og røn kan ligeledes bruges. Det vigtigste er, at træet man bruger er nogenlunde lige og uden for mange knaster.
Laminatbuer, altså buer, der består af to forskellige slags træ, kendes helt tilbage fra middelalderen. Særlig kombinationen af ask og elm er repræsenteret. I moderne tid er mange langbuer lavet som laminatbuer, da man på den måde kan optimere buen evne til at strække sig med forskellige træsorter.